# C. k. námořní akademie
Císařská a královská námořní akademie (německy Kaiserliche und königliche Marine-Akademie) byla jedinou školou pro budoucí námořní důstojníky v rakousko-uherském námořnictvu.

## Historie
Počátky námořní akademie sahají do roku 1797, kdy mírem z Campo Formio získala habsburská monarchie Benátsko a tím pádem i přístup k moři. Se založením vlastního loďstva vyvstala potřeba školy pro důstojnictvo, jíž se v roce 1802 nařízením arcivévody Karla stala k.k. Marine-Kadettenschule (Cesarea regia scuda dei cadetti di marina) umístěná v Benátkách. Po ztrátě Benátek v důsledku revolučních hnutí byla roku 1848 tato škola přemístěna do Terstu a v roce 1852 obdržela název k.k. Marine-Akademie. V roce 1857 pak byla opět přesunuta, tentokráte do přístavu Rijeka. Základní kámen novostavby v Rijece byl položen 26. března 1856 před zraky velitele rakouského námořnictva arcivévody Ferdinanda Maxe. Stavba byla dokončena 3. října 1857. Akademie sestávala z na jih směřující hlavní budovy a dvou postranních křídel. Od roku 1869 se nazývala k.u.k. Marine-Akademie. V této budově zůstala akademie až do vypuknutí první světové války v roce 1914. Z bezpečnostních důvodů byla akademie přeložena do zámku Hof v Dolním Rakousku a později do hornorakouského Braunau am Inn.

## Velitelé C. k. námořní akademie
- 1855–1858 Julius Wissiak
- 1859–1864 Amadeus Appelt

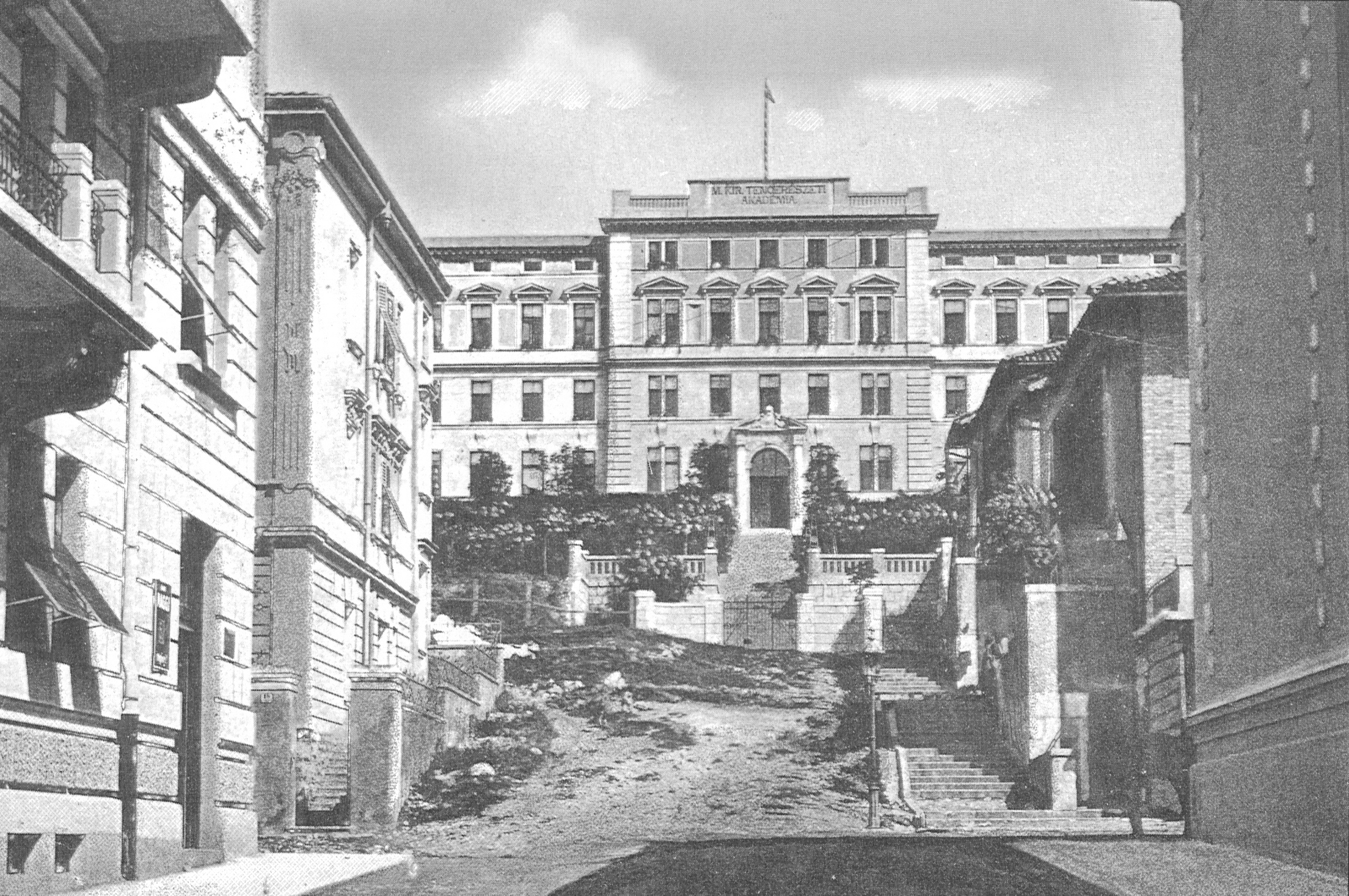
Budova C. k. námořní akademie v Rijece

- 1865–1866 Johann Sütter von Adeltreu
- 1866–1867 Anton von Petz
- 1867–1868 Julius Wissiak
- 1868–1871 Alois von Pokorny
- 1871–1872 Josef Aurnhammer von Aurnstein
- 1872–1877 Karl von Lindner
- 1877–1883 Karl von Kronnowetter
- 1883–1884 Josef von Pichler
- 1884–1885 Karl Seemann von Treuenwart
- 1885–1886 Karl von Schaffer
- 1886–1895 Karl Seemann von Treuenwart
- 1895–1900 Alois von Becker
- 1900–1905 Moritz Sachs von Hellenau
- 1905–1907 Hermann Pleskott
- 1907–1908 Wladimir von Golkowski
- 1908–1909 Alois von Kunsti
- 1909–1910 Karl Seidensacher
- 1910–1911 Ottakar Schubert
- 1912–1913 Eugen von Chmelarž
- 1913      Oskar Gassenmayr
- 1913–1914 Richard von Barry
- 1914–1917 Anton von Triulzi
- 1917–1918 Arthur Catinelli
- 1918      Josef Rodler von Roithberg